# Liu Shiying
Liu Shiying (Chinees: 刘诗颖) (Yantai, 24 september 1993) is een Chinese atlete, die zich heeft toegelegd op het speerwerpen. Ze werd onder meer olympisch en Aziatische Spelen kampioene in deze discipline.

## Loopbaan

### Begin en eerste successen als junior
Liu begon op haar elfde op de plaatselijke sportschool met de speerwerptraining. Twee jaar later werd zij naar de sportschool in Yantai gestuurd. Vanaf dat moment ontwikkelde zij zich snel. Haar eerste overwinning boekte zij bij de zogenaamde Chinese City Games, de Chinese Nationale Jeugdspelen die eens in de vier jaar worden gehouden in het jaar voorafgaand aan de Olympische Zomerspelen. In 2011 werden die van 20 tot en met 24 oktober gehouden in Nanchang. In de stromende regen won zij daar het speerwerpen met een worp van 53,11 m.
Een jaar later werd Liu nationaal jeugdkampioene met een worp van 57,52, waarmee zij zich aan de top van de wereldranglijst voor junioren nestelde. Ze kwam dan ook als favoriete naar de wereldkampioenschappen voor junioren (U20) naar Barcelona, waar zij zich in de kwalificatieronde met een PR-worp van 58,47 voor de finale plaatste. Hierin verbeterde zij zich bij haar tweede beurt zelfs tot 59,20, waarmee zij lang aan de leiding ging. Totdat in de laatste ronde de Zweedse Sofi Flinck uit haar slof schoot en met 61,40 de gouden medaille voor de neus van de Chinese wegkaapte. Goud dat zij een maand eerder wel had veroverd bij de Aziatische kampioenschappen voor junioren in Colombo.

### Bij de wereldtop
Eenmaal gepromoveerd naar de seniorencategorie maakte Liu gestaag vorderingen. Was zij bij de Chinese kampioenschappen in 2012 nog zesde geworden, een jaar later klom ze bij deze kampioenschappen op naar een vierde plaats en wierp zij met een beste prestatie van 60,23 voor het eerst voorbij de 60 meter. En hoewel zij in 2014 niet deelnam aan een groot toernooi, verbeterde zij zich met een beste jaarprestatie van 62,72, waarmee zij als 21e op de wereldranglijst terechtkwam. In 2015 voegde Liu zich definitief bij de wereldtop door goud te veroveren op de Aziatische atletiekkampioenschappen met 61,33, een kampioenschapsrecord dat zij overnam van haar landgenote Li Lingwei, die dit in 2013 op 60,65 had gesteld.

### Olympisch debuut in Rio
Op basis van haar gestaag stijgende prestatiecurve werd Liu geselecteerd voor de Olympische Spelen van 2016 in Rio de Janeiro. Daar kon ze het in haar gestelde vertrouwen echter niet waarmaken. Met een beste worp van 57,16 bleef zij ver verwijderd van haar beste prestaties en eindigde zij kansloos in de kwalificatieronde. Een jaar later deed zij het bij de wereldkampioenschappen in Londen in elk geval alweer stukken beter, want nadat zij zich in de kwalificatieronde met 64,72 als vierde had gekwalificeerd, werd zij in de finale ten slotte met 62,84 achtste.

### Goud op Aziatische Spelen, zilver op WK
In 2018 was Liu weer op haar best tijdens de Aziatische Spelen door met een worp van 66,09 niet alleen met een toernooirecord het goud te veroveren, maar ook haar naaste concurrente Lü Huihui met bijna drie meter voor te blijven. Een jaar later veroverde de Chinese speerwerpster haar eerste medaille op een mondiaal toernooi. Want op de WK in Doha wierp zij haar speer met een beste seizoensworp van 65,88 naar het zilver achter de Australische Kelsey-Lee Barber, die met 66,56 het goud voor zich opeiste.
Dat Liu vervolgens in het door de coronapandemie bijna lamgelegde wedstrijdjaar 2020 in september toch nog met een PR-prestatie van 67,29 haar eerste nationale titel wist te veroveren, mag best bijzonder worden genoemd.

### Olympisch kampioene
In 2021 zette Liu de kroon op haar carrière. Op de uitgestelde Olympische Spelen van Tokio veroverde de Chinese de gouden medaille. Hiermee werd zij de eerste Aziatische atlete die goud won bij het speerwerpen en de tweede Chinese atlete die een olympische titel behaalde op een technisch atletiekonderdeel. Met haar winnende 66,24 bleef zij de Poolse Maria Andrejczyk (zilver met 64,61) en Kelsey-Lee Barber (brons met 64,56) ruimschoots de baas. Anderhalve maand later veroverde zij ook nog eens goud op de 14e Nationale Spelen van China met een worp van 64,33.

### WK 2022: geen podiumplaats
Dat niets vanzelfsprekend is en je telkens weer voor een goede klassering moet blijven vechten, ondervond Liu een jaar later op de WK in Eugene. Na zich in de kwalificatieronde met 63,86 als tweede te hebben gekwalificeerd voor de finale, stond zij in die finale met 63,25 lang op de tweede plaats achter haar plaaggeest van de laatste jaren Kelsey-Lee Barber, die ditmaal ongenaakbaar leidde met 66,91. In de laatste van de in totaal zes beurten wierp de Chinese echter ongeldig, terwijl zowel de Amerikaanse Kara Winger met 64,05 als de Japanse Haruka Kitaguchi met 63,27 haar in die ronde voorbijstaken. Geen podiumplaats dus, maar een zure ervaring voor de olympisch kampioene.

## Titels
- Olympisch kampioene speerwerpen - 2020
- Aziatische Spelen kampioene speerwerpen - 2018
- Aziatisch kampioene speerwerpen - 2015
- Chinees kampioene speerwerpen - 2020
- Nationale Spelen van China kampioene speerwerpen - 2021
- Aziatisch U20 kampioene speerwerpen - 2012
- Chinese Nationale Jeugdspelen kampioene speerwerpen - 2011

## Persoonlijk record
| Onderdeel   | Prestatie | Datum             | Plaats   |
| ----------- | --------- | ----------------- | -------- |
| speerwerpen | 67,29 m   | 15 september 2020 | Shaoxing |

## Palmares

### speerwerpen
- 2011:  Chinese Nat. Jeugdspelen - 53,11 m
- 2012:  Aziatische U20 kamp. te Colombo - 53,02 m
- 2012:  WK U20 - 59,20 m
- 2015:  Aziatische kamp. te Wuhan - 61,33 m
- 2016: 13e in kwal. OS - 57,16 m
- 2017: 8e WK - 62,84 m (in kwal. 64,72 m)
- 2018:  Aziatische Spelen - 66,09 m
- 2019:  WK - 63,25 m
- 2020:  Chinese kamp. - 67,29 m
- 2021:  OS - 66,34 m
- 2021:  Nationale Spelen van China - 64,33 m
- 2022: 4e WK - 35,25 m (in kwal. 63,86 m)

Diamond League-podiumplaatsen
- 2018:  Athletissima - 64,46 m
- 2018:  Weltklasse Zürich - 66,00 m

1932: Babe Zaharias ·
1936: Tilly Fleischer ·
1948: Herma Bauma ·
1952: Dana Zátopková ·
1956: Inese Jaunzeme ·
1960: Elvīra Ozoliņa ·
1964: Mihaela Peneș ·
1968: Angéla Németh ·
1972: Ruth Fuchs ·
1976: Ruth Fuchs ·
1980: María Colón ·
1984: Tessa Sanderson ·
1988: Petra Felke ·
1992: Silke Renk ·
1996: Heli Rantanen ·
2000: Trine Hattestad ·
2004: Osleidys Menéndez ·
2008: Barbora Špotáková ·
2012: Barbora Špotáková ·
2016: Sara Kolak ·
2020: Liu Shiying ·
2024: Haruka Kitaguchi